# Kawanaphila
Kawanaphila es un género de saltamontes longicornios de la subfamilia Zaprochilinae. Se distribuye en Australia.

## Especies
Las siguientes especies pertenecen al género Kawanaphila:
- Kawanaphila gidya Rentz, 1993
- Kawanaphila goolwa Rentz, 1993
- Kawanaphila iyouta Rentz, 1993
- Kawanaphila lexceni Rentz, 1993
- Kawanaphila mirla Rentz, 1993
- Kawanaphila nartee Rentz, 1993
- Kawanaphila pachomai Rentz, 1993
- Kawanaphila pillara Rentz, 1993
- Kawanaphila triodiae Rentz, 1993
- Kawanaphila ungarunya Rentz, 1993
- Kawanaphila yarraga Rentz, 1993